# 秋田盛季
秋田 盛季（あきた もりすえ）は、陸奥国三春藩の第2代藩主。秋田家第4代当主。

## 略歴
元和6年（1620年）、秋田俊季の長男として宍戸城で生まれた。母は、常陸国土浦城城主・松平信吉の娘。童名は久松。のち、左近と号す。元服して、先祖の名である盛季を名乗った。
寛永18年（1641年）12月29日、従五位下安房守に叙任された。
慶安元年（1648年）12月。父・俊季の看病のため、大坂へ赴く。同2年（1649年）1月、父が大坂城で病没し、大坂城加番を引き継いだ。同年5月14日、遺領5万石を継ぎ、三春城城主となった。弟・季久に、遺領のうち5000石を分知した。
慶安3年（1650年）から同4年（1651年）、駿府城加番を務めた際には由井正雪の乱が起こった。
家臣・秋田四郎兵衛や小野寺多左衛門を用い、藩制の整備と財政再建に努めた。また、祖父・実季と書簡をやりとりした。秋田氏ゆかりの古四王を勧請し、別当真照寺に多くの仏像や仏画を寄進した。
延宝3年（1675年）、大坂城番を務めた。
延宝4年（1676年）1月13日、大坂城中で病死した。57歳。法名は陽雲院殿竜天蒼松。高野山に葬られた。
次男の輝季が跡を継いだ。

## 逸話
病身で引っ込み思案の性格だったため、個人に関する逸話はほとんど伝わっていない。『秋之夜之夢噺』（個人蔵）に次のような逸話が収められている。
明暦3年（1657年）の大火の時、江戸にいた盛季は、すぐさま家来の秋田伝内を江戸城へ派遣した。その時、白川城主松平越中守（この年の白河藩主は本多能登守忠義なので史実としては誤り）は江戸城にいたが、盛季の家来が登城したことを聞き、「自分の屋敷より12里も遠いところに屋敷のある盛季に先を越されて悔しい」と立腹した。
それから数年後、盛季が大坂加番で上京する途中、伊勢国桑名に一泊した。この時の桑名藩主は、白河から桑名へ転封していた松平越中守その人であった。そして、その時、たまたま桑名で火事が起こり、越中守は、桑名城の櫓に登り、盛季やその家来達がうろたえるところを見てやろうと試みた。しかし、盛季の行列は少しも乱れず、煙の中を静々と通り、安全な場所で行列を止め、盛季は足軽二組を桑名城へ向かわせ、越中守に対し、「城下が火事です、風も激しく、お城が危うく見えますので家来を差し向けました」と伝えた。

越中守は、盛季は酒ばかり飲み、鷹狩りや能が好きなどうしようもない奴と思っていたが、秋田家は古い家なので、良い家来をもっていてうらやましいと語ったという。

## 系譜
○出典：断りがない場合は『三春町史』に拠っている
父母
- 父：秋田俊季
- 母：永寿院 - 松平信吉の娘

兄弟姉妹
- 盛季
- 女子（於ツウ） - 早世
- 季久 - 同母[3]
- 女子（於ヒサ） - 新庄直長室。同母[3]
- 女子（於ヨ子） - 植村忠朝室。同母[3]
- 男子（右近） - 早世
- 女子（於カメ）

正室
- 正寿院 - 安藤重長の娘

子女
- 男子（東太郎） - 早世。生母は正寿院[3]
- 女子（於子々） - 伊東祐実室。生母は正寿院[3]
- 女子（於ツル） - 早世。生母は正寿院[3]
- 輝季 - 生母は正寿院

○以下は出生順不詳
- 男子（甚九郎） - 早世
- 女子（於イハ） - 早世。母は某氏[9]
- 男子（次郎八） - 早世

○以下、出典は『寛政重修諸家譜』
- 養女：佐治一成の娘。小出重堅（甚太郎）に嫁いだ